# Szabados Richárd
Szabados Richárd (Debrecen, 1976. október 21. –) közgazdász, adótanácsadó, cégvezető, vállalati bankár, politikus. 2024 szeptemberétől a Nemzetgazdasági Minisztérium kis- és középvállalkozások fejlesztéséért és technológiáért felelős államtitkára.

## Tanulmányai
Debrecenben, a Kossuth Lajos Gimnáziumban (fizika tagozaton) érettségizett. 
A közgazdász diplomáját pénzügy-számvitel szakirányon 2000-ben szerezte meg a Debreceni Egyetemen, ezzel egy időben mérlegképes könyvelői képesítést is szerzett. 2002-ben pedig a Perfekt Zrt. okleveles adótanácsadói képesítését kapta meg.

## Szakmai pályafutása
Pályafutását az Arthur Andersen könyvvizsgáló cégnél kezdte 2000-ben, majd a Budapest Banknál, a K&H Banknál és a CIB Banknál töltött be vezetői pozíciókat a vállalati és lízing területeken. 
2016 és 2023 között az Erste Bank Vállalati üzletágát vezette. Emellett a Garantiqa Hitelgarancia Zrt. igazgatósági tagja és az Agrár-Vállalkozási Hitelgarancia Alapítvány kuratóriumi tagja volt.
2018-2024 között a Magyar Jégkorong Szövetség igazgatósági tagja volt.
A Magyar Gazdaságfejlesztési Ügynökség ügyvezetői feladatait 2023 júniusától 2024 szeptemberéig látta el. Irányításával az MGFÜ teljes profilváltáson esett keresztül azzal a céllal, hogy elláthassa azt a kiemelt szerepet, amelyet a célzott vállalkozásfejlesztési akciótervek megvalósításában a kormányzat a szervezetre bízott. Ezek közül különösen kiemelendő a Ginop Plusz forrásokra támaszkodó beszállítófejlesztési, technológiajavító programok elindítása, a szakértői hálózat kiépítése, illetve a kis- és középvállalkozások fenntarthatósági (ESG) fejlesztéseit támogató keret- és eszközrendszer kidolgozása.

### Politikai pályafutása
Dr. Sulyok Tamás köztársasági elnök Orbán Viktor miniszterelnök javaslatára 2024. szeptember 15-i hatállyal államtitkárrá nevezte ki Szabados Richárdot, aki Nagy Márton nemzetgazdasági miniszter irányításával a hazai kis és középvállalkozások (kkv) fejlesztése mellett a technológiáért felel.
A KKV fejlesztésért és technológiáért felelős államtitkárság feladata a kkv-kat érintő kihívások és lehetőségek feltérképezése, az általuk megfogalmazott javaslatok összegyűjtése és a lehetséges fejlődési irányok közös meghatározása. Ezáltal aktív és szoros kapcsolat fenntartása a magyar kkv-kal, valamint az őket képviselő szakmai szervezetekkel, kamarákkal.

## Civil tevékenység
Alapítója a Szabados Boys Alapítványnak, amely szervezet az egzisztenciálisan és/vagy egészségügyileg hátrányos helyzetű gyermekeket, családjaikat, illetve segítő intézményeiket támogatja. A szervezet 2020 óta működik.